# Генк Вері
Генк Вері (нід. Henk Wery, нар. 10 червня 1943, Амерсфорт) — нідерландський футболіст, що грав на позиції нападника, зокрема за «Феєнорд», з яким виборов низку національних і міжнародних трофеїв, а також за національну збірну Нідерландів.

## Клубна кар'єра
У дорослому футболі дебютував 1963 року виступами за команду ДВС, де протягом сезону, за результатами якого команда, що лишень підвищилася до найвищого нідерландського дивізіону, стала його переможцем, взяв участь у 15 матчах чемпіонату.
Згодом протягом 1964—1968 років захищав кольори клубу ДОС, де був одним із стабільних гравців основного складу і лідерів атаки.
1968 року був запрошений до «Феєнорда», виступам за який присвятив наступні шість років ігрової кар'єри. За цей час тричі ставав чемпіоном Нідерландів у складі команди з Роттердама, а в розіграші 1969/70 став володарем Кубка європейських чемпіонів. Пізніше того ж року допоміг «Феєнорду» здобути й Міжконтинентальний кубок. Від початку виступів за цю команду був одним із її основних нападників, відзначаючиcь щонайменше 10-ма голами у чемпіонаті за сезон. Утім із 1972 року його результативність, а за нею й ігровий час почали змешуватися, тож 1974 року нападник, здобувши свій останній чемпіонський титул та титул володаря Кубка УЄФА, команду залишив.
Завершував ігрову кар'єру виступами протягом 1974–1976 років за «Утрехт», на той час аутсайдера найвищого нідерландського дивізіону.

## Виступи за збірну
1967 року дебютував в офіційних матчах у складі національної збірної Нідерландів.
Загалом протягом кар'єри у національній команді, яка тривала 7 років, провів у її формі 12 матчів, забивши 3 голи.

## Титули і досягнення
- Чемпіон Нідерландів (4):

ДВС: 1963-1964
«Феєнорд»: 1968-1969, 1970-1971, 1973-1974
- Володар Кубка Нідерландів (1):

«Феєнорд»: 1968-1969
- Володар Кубка чемпіонів УЄФА (1):

«Феєнорд»: 1969-1970
- Володар Міжконтинентального кубка (1):

«Феєнорд»: 1970
- Володар Кубка УЄФА (1):

«Феєнорд»: 1973-1974